# Jöns Ringborg

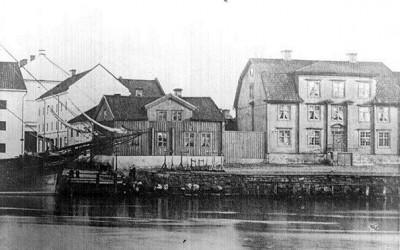
Jöns Ringborgs två hus vid nuvarande Fleminggatan, i hörnet mot Skepparegatan, i Norrköping, 1870-talet.

Jöns Hansson Ringborg, född 10 oktober 1768 i Säverums by i Ringarums socken, död 22 januari 1842 i Norrköping, var en svensk affärsman som 1799 grundade en handelsfirma i Norrköping, som senare 1892 blev J. Ringborg AB.
Jöns Ringborg gick i skola i Söderköping, arbetade på Gusums bruk och var på sjöss två år på norrköpingsgrosshandlaren Christian Ebersteins fartyg. Han arbetade sedan i Norrköping, först på tullkammaren och sedan som kontorsbiträde hos klädesfabrikören Fredrik Jancke. Han började vid sidan om med egna affärer och drev från 1802 egen firma tillsammans med N.A. Lundberg. Från 1809 drev han firman själv och köpte så småningom mark och fastigheter i kvarteret Vattenkonsten, vid dåvarande Södra Strömsgatan, dagens Fleminggatan. Han handlade med specerier, sill, salt, spannmål. 
Han ägnade sig också åt skeppsrederi, med egna fartyg och med andelar i andras. Jöns Ringborg var en av huvudintressenterna i det första ångfartyget i Norrköping, den ombyggda skonerten Norrköping, som sjösattes av Hammarstens varv 1823. Han var sedan med och bildade Förenade ångfartygsbolaget i Norrköping, som ägde ångbåtarna Norrköping, Cometen, Raketen och senare Blixten, vilka trafikerade traden Norrköping-Stockholm.
Jöns Ringborg köpte 1835 Herstabergs gård.
Jöns Ringborg gifte sig 1802 med Sara Ulrika Palm. Paret hade sönerna Carl Wilhelm Ringborg (1805-1881) och Ludvig Ringborg (1811-1888). Den senare tog över affärsverksamheten och utvidgade rederiverksamheten.
Ett nytt ångbåtsbolag bildades, där lastångarna Bråviken och Lennart Torstenson ingick. Båtarna var byggda vid Motala varv i Norrköping. Firman överlämnades efter honom till Ludvigs söner Gustaf Ringborg (1845-1919) och Edward Ringborg (1857-1929).